# المحكمة الجنائية في تايلاند
المحكمة الجنائية في تايلاند هي محكمة من الدرجة الأولى مسؤولة عن تطبيق القانون الجنائي في بانكوك، تايلاند. تقع المحكمة على طريق راتشادافيسيك وتسمى بالعامية "محكمة راتشادا الجنائية".

## تاريخ
خلال حقبة مملكة سوكوتاي ومملكة أيوثايا والفترة الأولى من مملكة راتاناكوسين، كانت السلطة القضائية جزءًا من السلطة التنفيذية. فأطلق الملك شولالون كورن في وقت لاحق إصلاحات إدارية تم بموجبها دمج المحاكم المختصة للنظر في القضايا الجنائية في بانكوك، وهما محكمة العاصمة والمحكمة الجنائية الخارجية، في محكمة جنائية ملكية. فيما تقام جلسات المحكمة الجنائية الملكية في قاعة التسجيل العسكري داخل القصر الأمامي.
في عام 1935، صدر النظام الأساسي لمحاكم العدل وأعيد تسمية المحكمة الجنائية الملكية إلى المحكمة الجنائية. في عام 1941، نقلت المحكمة الجنائية مقعدها إلى مبنى تم إنشاؤه حديثًا على طريق راتشيني بالقرب من قسم جرائم الأحداث في إدارة السجون بوزارة العدل في مقاطعة فراي ناخون. في 25 مارس 1992، انتقلت المحكمة الجنائية مرة أخرى إلى مبنى جديد على طريق راتشادافيسيك في منطقة تشاتوشاك.

## الاختصاص القضائي

### الاختصاص الموضوعي
وفقًا للنظام الأساسي لمحاكم، تتمتع المحكمة الجنائية بالاختصاص الموضوعي على جميع الجرائم الجنائية المرتكبة أو التي يُعتقد أنها ارتكبت داخل إقليمها. ومع ذلك، يجب أن يعاقب على هذه الجرائم بالسجن لأكثر من ثلاث سنوات، وغرامة تزيد على ستين ألف باهت أو كليهما.
تندرج الجرائم الخاضعة لخفض العقوبات ضمن اختصاص المحاكم البلدية.

### الاختصاص المكاني
بموجب النظام الأساسي لمحاكم العدل التايلاندية، تتمتع المحكمة الجنائية بالاختصاص المكاني على ستة عشر مقاطعة في بانكوك:
1. منطقة بانج كابي
2. منطقة بانج خان
3. منطقة بانج سو
4. منطقة بونق كوم
5. منطقة شاتوشاك
6. منطقة دين داينج
7. منطقة دون موينغ
8. منطقة دوسيت
9. منطقة هواي هوانج
10. منطقة لاك ساي
11. منطقة لات فري
12. منطقة فايا تاي
13. منطقة فراي ناخون
14. منطقة راتشاثيوي
15. منطقة ماي ساي
16. منطقة ونغ تونغلانغ

بموجب القانون الجنائي التايلاندي، تتمتع المحكمة الجنائية وجميع المحاكم الأخرى ذات الاختصاص الجنائي أيضًا بالاختصاص المكاني على جميع الأماكن خارج تايلاند، وفقًا للشروط المنصوص عليها فيه.

### اختصاص خاص
يخول الاختصاص الخاص لمحكمة الجنح النظر في الجرائم حتى لو لم تُرتكب داخل إقليمها، إذا كان الجاني مقيماً أو نازحا أو موقوفًا في إحدى المناطق المذكورة في بانكوك أو في مناطق الخاضعة للتحقيق.
علاوة على ذلك، يسمح النظام الأساسي للمحاكم، بتقديم أي جريمة إلى المحكمة الجنائية، حتى وإن لم تفي بمعايير الإقليم والملاءمة. في المقابل تحتفظ المحكمة الجنائية بممارسة سلطتها التقديرية بقبول أو رفض معالجة الجريمة.

## الإجراءات
ينظم الأنشطة الإجرائية للمحكمة الجنائية النظام الأساسي للمحاكم (BE 2543 (2000، وكذلك قانون الإجراءات الجنائية الذي تنص المادة 15 منه، على أنه في حالة وجود فراغ تشريعي في القانون ينطبق على أي نشاط إجرائي، فإن قانون الإجراءات المدنية يحل محله إلى أقصى حد ممكن.
يعرّف الفصل الثاني من النظام الأساسي لمحاكم (BE 2543 (2000، المحكمة الجنائية بأنها محكمة ابتدائية، والذي يشترط بمقتضى المادة 26 منه أن يتكون النصاب القانوني من قاضيين على الأقل. فيما تنص المادة 184 من قانون الإجراءات الجنائية، على أن قرار المحكمة يستند إلى أغلبية أصوات القضاة الذين يشكلون النصاب القانوني. إذا تعذر الوصول إلى هذه الأغلبية لأن هناك رأيين أو أكثر من الآراء المتضاربة بين هؤلاء القضاة، يؤخذ بالرأي الأكثر ملاءمة للمدعى عليه بموجب المادة 184.
عملاً بالمادة 193 من قانون الإجراءات الجنائية، يمكن استئناف قرارات المحكمة الجنائية أمام محكمة الاستئناف التي تعتبر محكمة ثاني درجة.